# Архангеловка (Харьковская область)
Арха́нгеловка (укр. Архангелівка), село, 
Подоловский сельский совет,
Изюмский район,
Харьковская область.
Код КОАТУУ — 6320485502. Население по переписи 2001 г. составляет 287 (130/157 м/ж) человек.

## Географическое положение
Село Архангеловка находится на берегу реки Сухой Торец (укр. Сухий Торець), есть мост.
На противоположном берегу находится село Подоловка.
Рядом находится железнодорожная станция Языково.
В 3-х км — г. Барвенково.

## История
- Во время Великой Отечественной войны в районе села шли ожесточенные бои [2][3].

## Экономика
В селе есть молочно-товарная ферма и машинно-тракторные мастерские.

## Достопримечательности
- Братская могила советских воинов и памятный знак воинам-односельчанам.